# جورج داو
جورج داو (۶ فوریه ۱۷۸۱– ۱۵ اکتبر ۱۸۲۹) یک نقاش انگلیسی بود که ۳۲۹ نقاشی از سرداران روسی فعال در هنگام حمله ناپلئون به روسیه را برای نگارخانه نظامی کاخ زمستان نقاشی کرد . وی در سال ۱۸۱۹ به سن پترزبورگ نقل مکان کرد و در آنجا جایزه تحسین به خاطر کار خود را از تأسیس هنری و تعبیر پوشکین کسب کرد .  او فرزند فیلیپ داو ، یک حکاک موفق نقاشی سایه بود که کارتون های سیاسی مربوط به وقایع حزب چای بوستون نیز تولید کرد. یکی از برادران وی هنری ادوارد داو نیز یک نقاش بود.   وی در ۱۵ اکتبر ۱۸۲۹ در کنتیش تاون ، انگلستان درگذشت. 

## زندگی و شغل

### اوایل زندگی و مطالعات
جورج داو در ۶ فوریه ۱۷۸۱ در فیلیپ داو و جین در خیابان بروور ، در محله سنت جیمز در وسترن متولد شد. فیلیپ یک هنرمند و حکاک در زمینه های مختلف بود که با هاگارت و جوزف مالورد ویلیام ترنر کار کرده بود و همچنین کارتونهای سیاسی طنز درباره زندگی در آمریکا تولید کرده بود که امروزه هنوز هم مورد توجه بسیار قرار گرفته است. جورج نخستین فرزندی بود که از این زوج به دنیا آمد و در این خانواده هنرمندان موفق دیگری نیز حضور خواهند داشت. داو در ۲۵ فوریه ۱۷۸۱ در کلیسای سنت جیمز در پیکدیلی تشییع شد .  او در ابتدا با پدرش حکاکی را آموزش دید و از سنین کودکی بسیار به موفقیت رسید. وی بعداً به نقاشی علاقه‌مند شد و به تحصیل در دانشگاه سلطنتی هنر پرداخت و در سال ۱۸۰۳ موفق به کسب نشان طلای مدارس دانشگاه سلطنتی شد.  وی در سال ۱۸۰۹ به عنوان عضو وابسته دانشگاه سلطنتی انتخاب شد و در سال ۱۸۱۴ به عنوان ستاد دانشگاه درآمد. او استادان قدیمی را جمع آوری و به مطالعه زبان های نوین و قدیمی، فلسفه و ادبیات پرداخت. او همچنین به عنوان بخشی از پیگیری فهم بهتر از شکل انسانی ، آناتومی را مورد مطالعه قرار داد و در خانه خود نیز شکاف های انسانی را انجام داد و همچنین در جهت بهبود دانش خود در مورد بدن انسان در عملیات هایی شرکت کرد. 

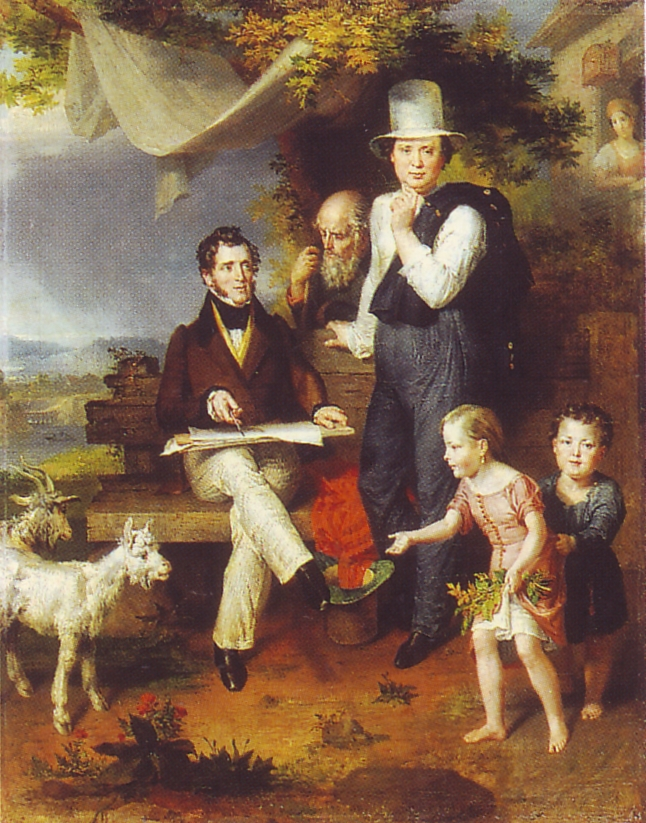
جورج داو (نشسته) و ویلهلم آگوست گلیکه (در کلاه) با اعضای خانواده اش. نقاشی ویلهلم آگوست گلیک (۱۸۳۴)

### نقاشیها
نقاشی او از موضوعات قدیمی باعث تحسین بسیاری شد و باعث شهرت اولیه او شد اما او بیشتر به موفقیت مالی علاقه داشت و به دنبال هیئتهای نقاشی بود که سودآور باشد و او را با جامعه بلندپایه ارتباط برقرار کند. با این حال ، راهی مستقیم که او در کارهای خود تبلیغ کرد ، مورد تأیید جامعه هنری نبود و انتقاد قابل توجهی از معاصران خود به همراه داشت ، یکی از آنها جان کانستبل بود که حداقل برای یک مورد ، پیش زمینه ای برای یک نقاشی داو را نقاشی کرد. او از سرپرستی دوک و دوشس کنت و همچنین شاهدخت خانم شارلوت و شاهزاده لئوپولد لذت برد . در سال ۱۸۱۹ او با دوک کنت از طریق اروپا سفر کرد. در این مسافرت نقاشی او از نقاشیهای کارمندان نظامی و دیپلماتها ، وی را مورد توجه الکساندر اول قرار داد که به وی مأمور شد نقاشیهای کارمندان ارشد نظامی روس را که با موفقیت با ناپلئون جنگیده بودند ، نقاشی کند. وی برای زندگی در سن پترزبورگ رفت و از سال ۱۸۲۲ تا ۱۸۲۸ بیش از ۳۰۰ نقاشی برای مجموعه نظامی در کاخ زمستان با دستیارانش الکساندر پلیاکوف و ویلهلم آگوست گلیک نقاشی کرد .  وی در سراسر اروپا مشهور شد و با نخبگان روشنفکر روسیه دوست شد. از جمله دیگر ، پوشکین که با او ملاقات کرد و می دانست ، شعری در مورد وی با عنوان "به داو" نوشت. در سال ۱۸۲۶ نیکلای اول او را به مراسم تاجگذاری دعوت کرد و در سال ۱۸۲۸ رسماً به عنوان نخستین نقاش دربار شاهنشاهی منصوب شد. 

### مشاغل در روسیه

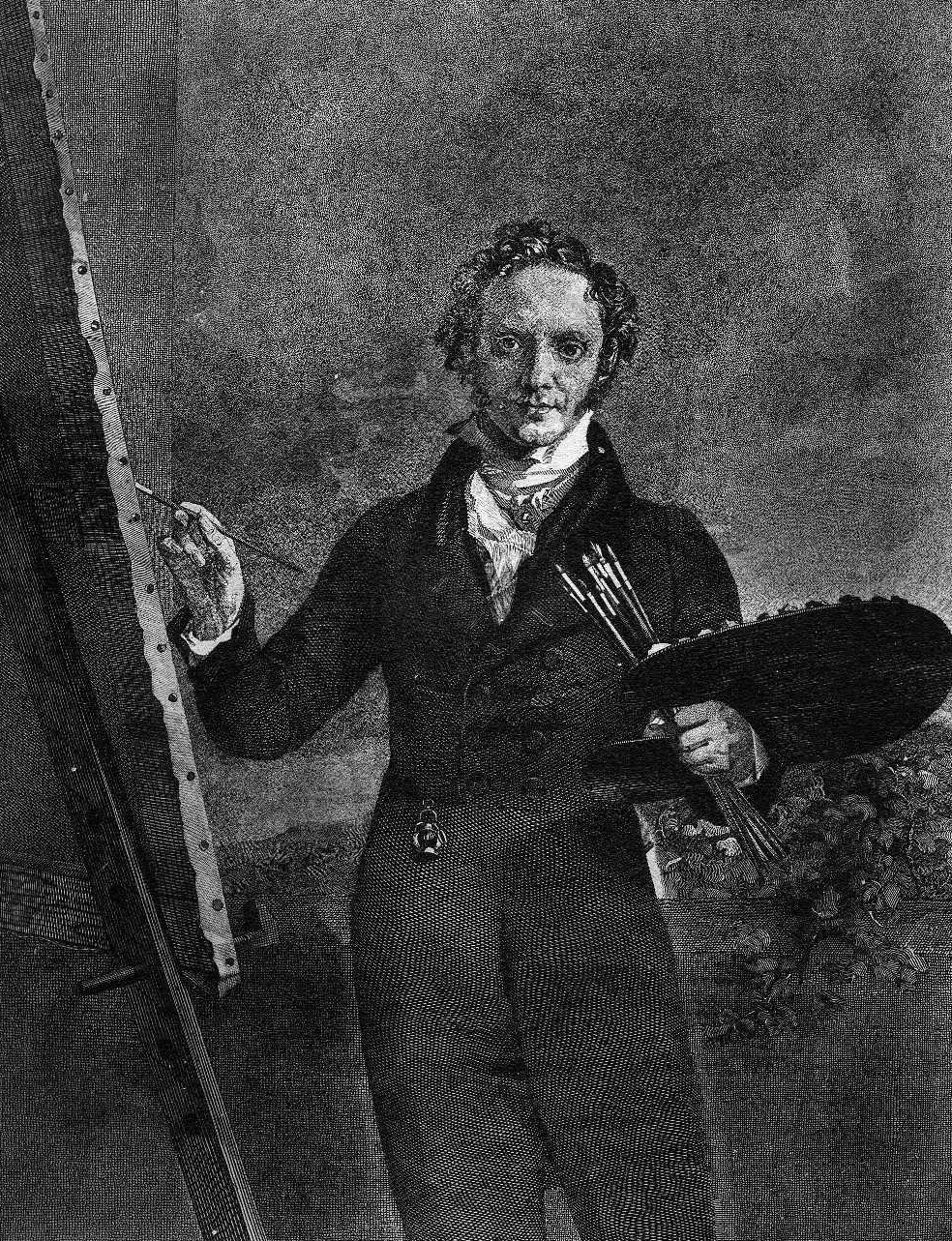
جورج داو
در محل کار (هنرمند ناشناخته)

داو در سال ۱۸۲۸ به انگلیس بازگشت و چند ماه ماند. در این مدت او بسیاری از کارهای اخیر خود را به معرض نمایش گذاشت و جورج چهارم از جمله کسانی بود که به آنها خصوصی نشان داده شد. 
او در سال ۱۸۲۹ به سن پترزبورگ بازگشت ، اما به زودی با مشکلات تنفسی به دنبال سرما خوردگی شدید ناخوشایند شد. وی در طول زندگی در دوران کودکی ضعف ریوی داشته است. او در اوت ۱۸۲۹ به لندن بازگشت و در ۱۵ اکتبر در خانه برادرش ، توماس رایت ، حکاکی مشهور درگذشت. وی در دخمه کلیسای جامع سنت پل به خاک سپرده شد و مراسم تشییع جنازه وی در بسیاری از هنرمندان و مقامات سفارت روسیه برگزار شد. 
بخش قابل توجهی از کار او در روسیه در حال حاضر در اتاق موزه نظامی موزه ارمیتاژ در سن پترزبورگ قرار دارد. بسیاری از نقاشی های او نیز در مجموعه سلطنتی انگلیس گنجانده شده است. علی‌رغم شهرت بین‌المللی که در طول زندگی خود از محبوبیت خود در انگلستان دوام نیاورد ، اگرچه در روسیه او هنوز هم شناخته شده و مورد توجه بالا است. 

### عکسهای نقاشی های جورج داو (اشراف و افسران روسی)[۸][۹][۱۰]

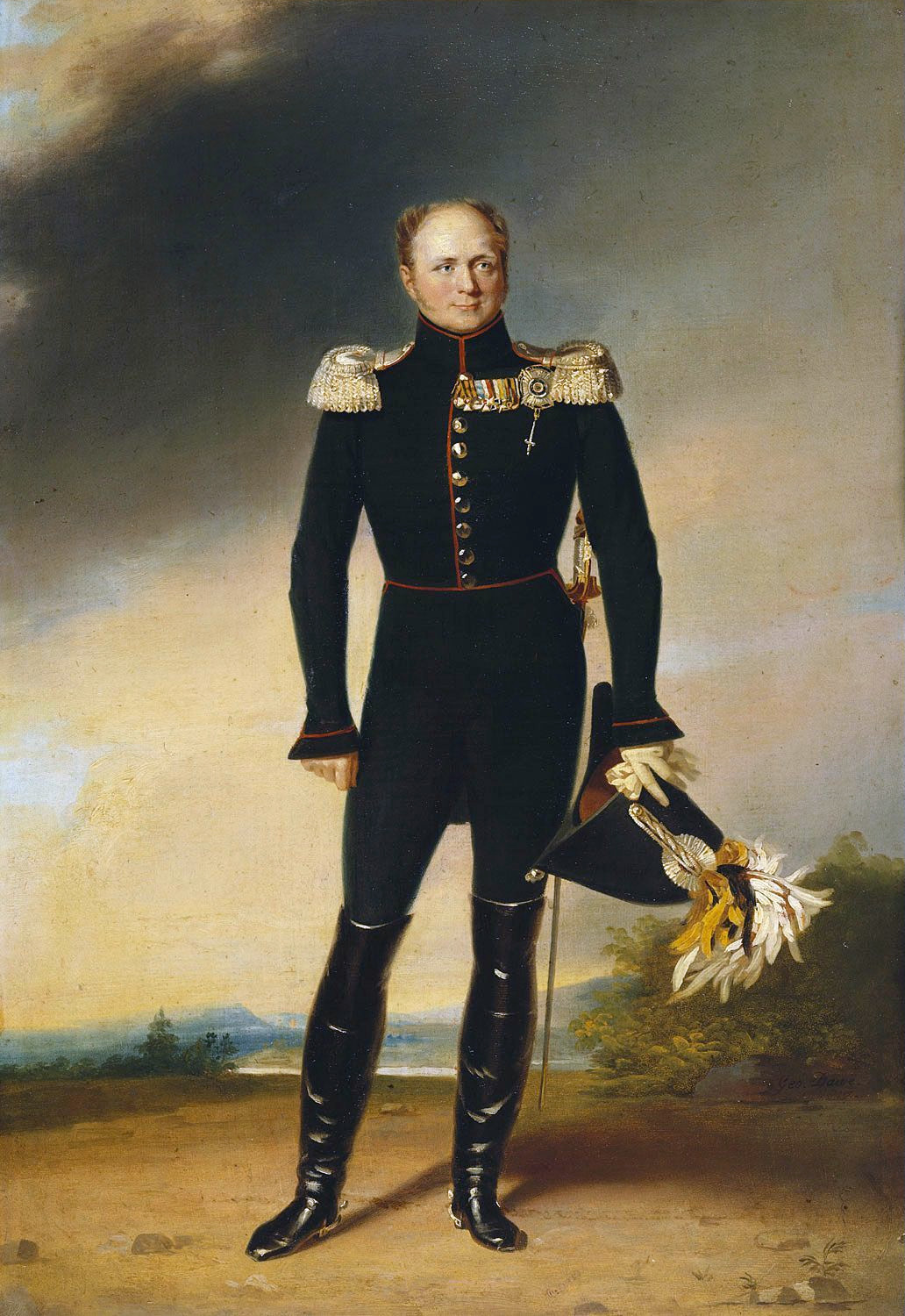
الکساندر یکم روسیه
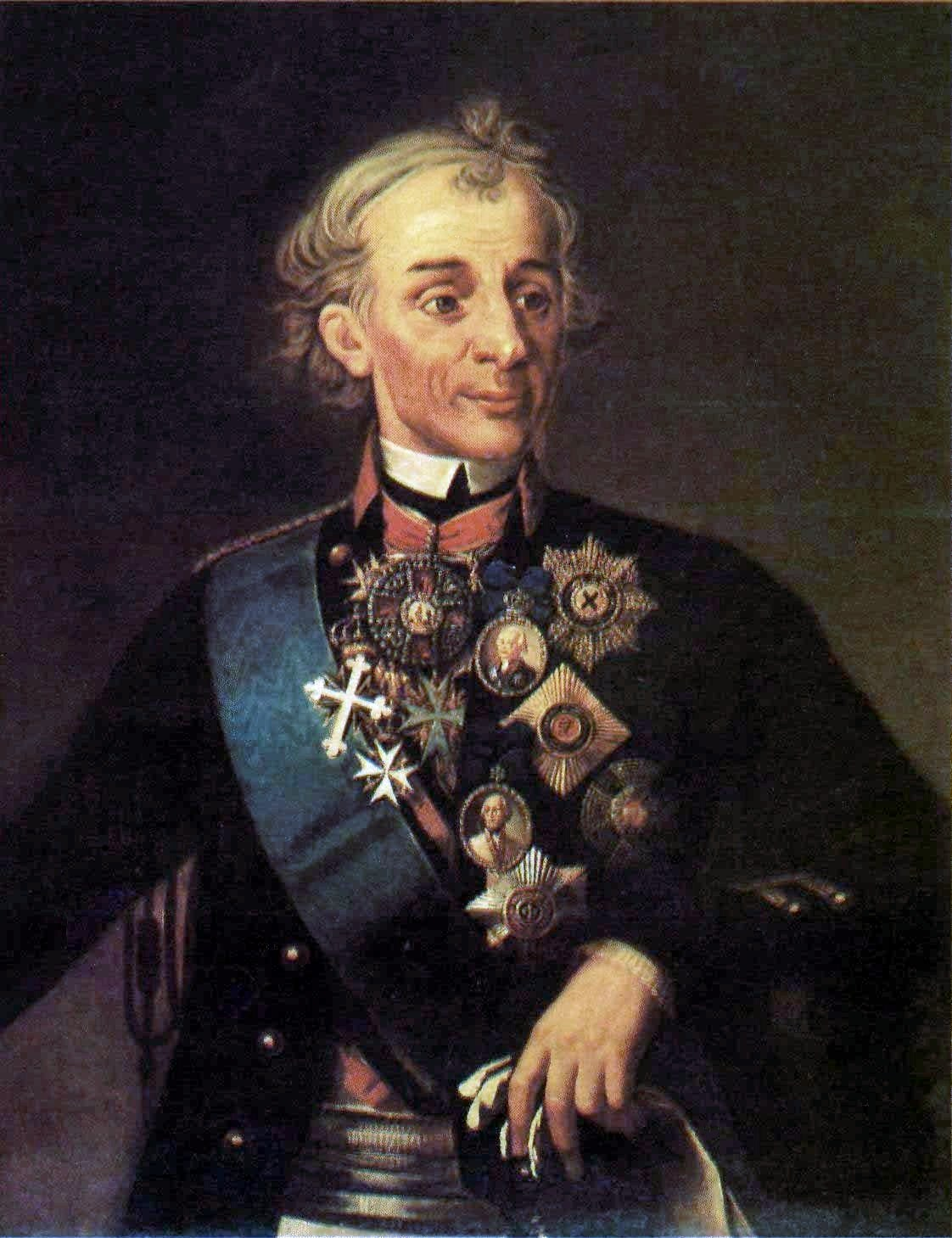
الكساندر سووروف
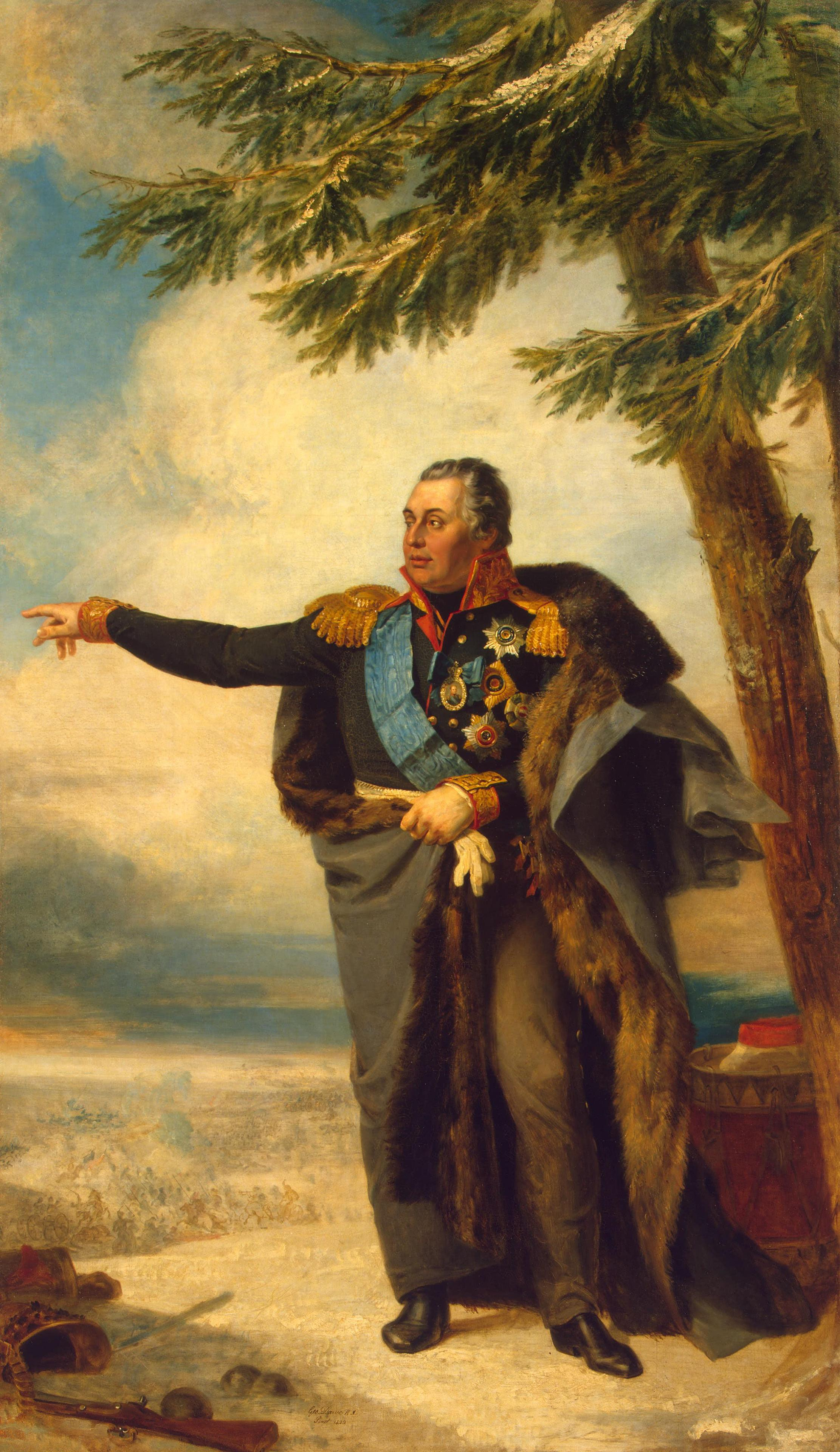
میخائیل کوتوزوف
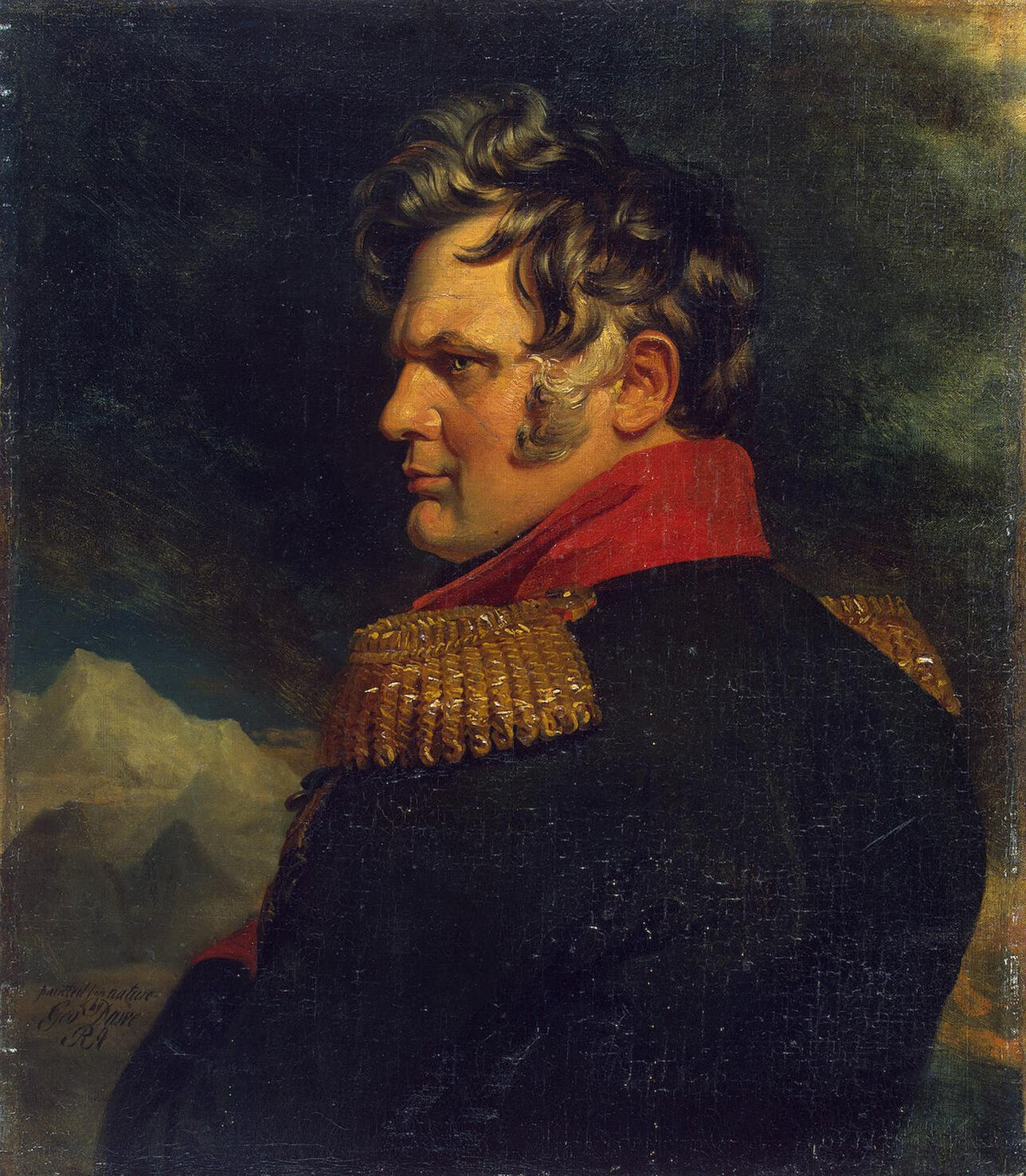
الکسی پترویچ یرمولوف
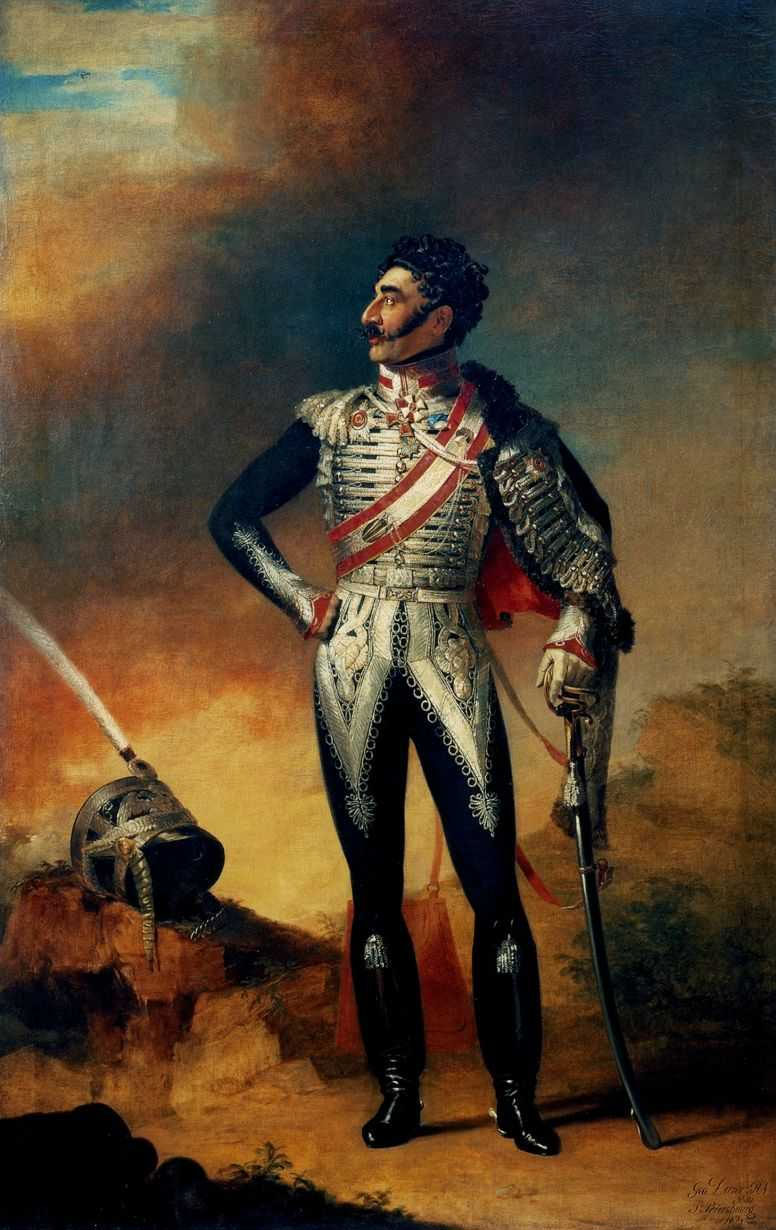
والرین مددوف
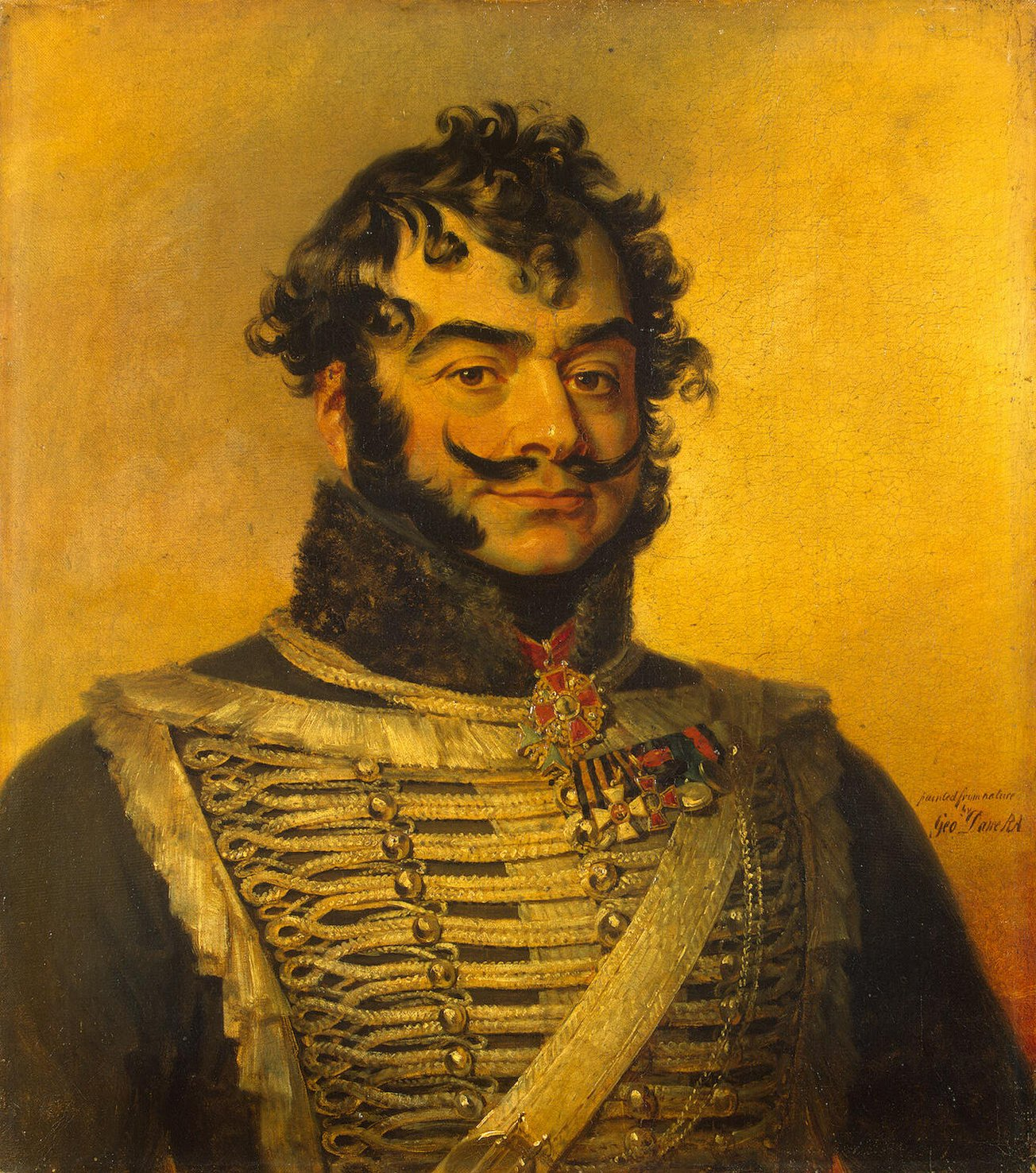
دلیانوف دیوید آرتمیویچ
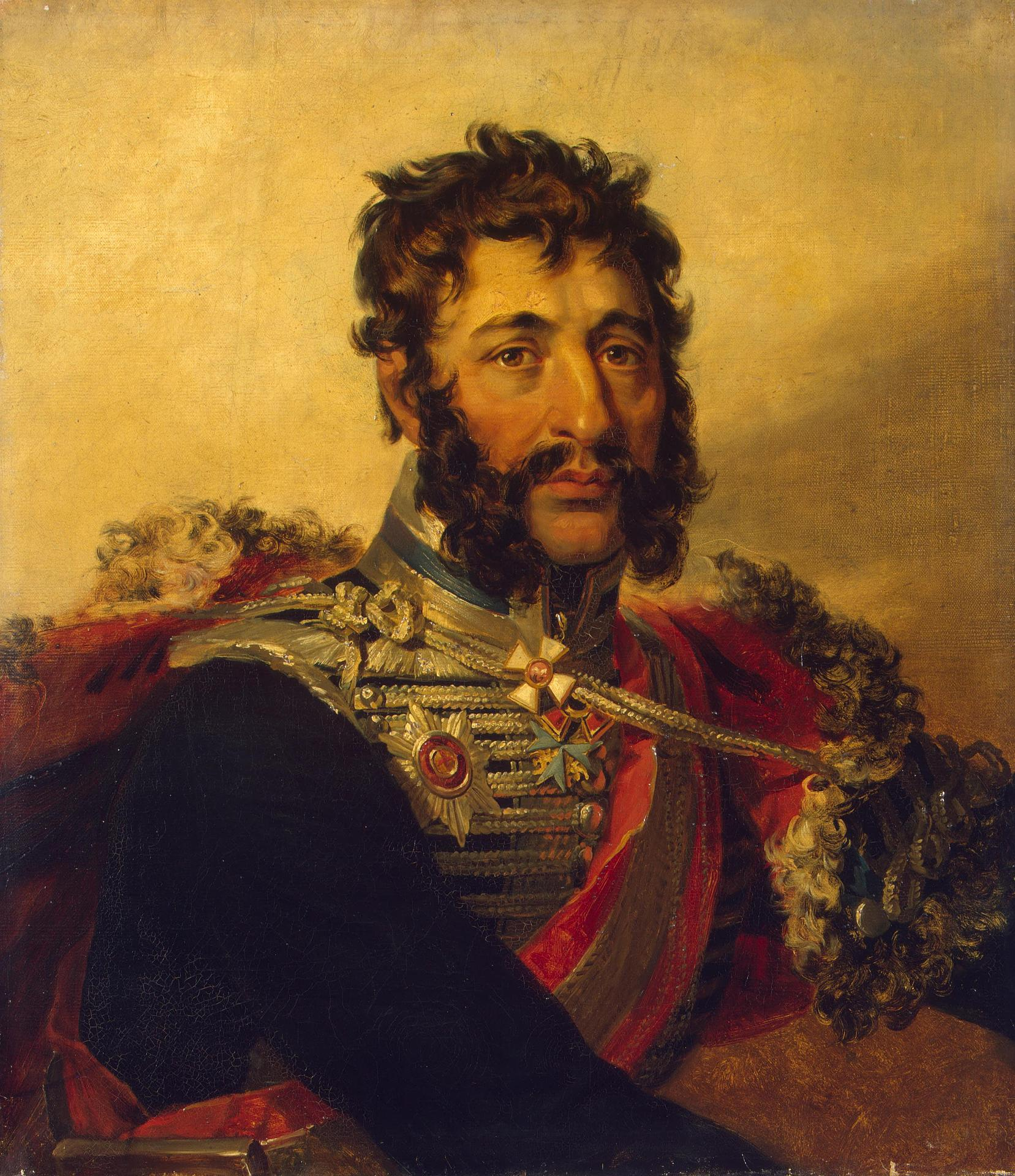
یاکوف کولنف
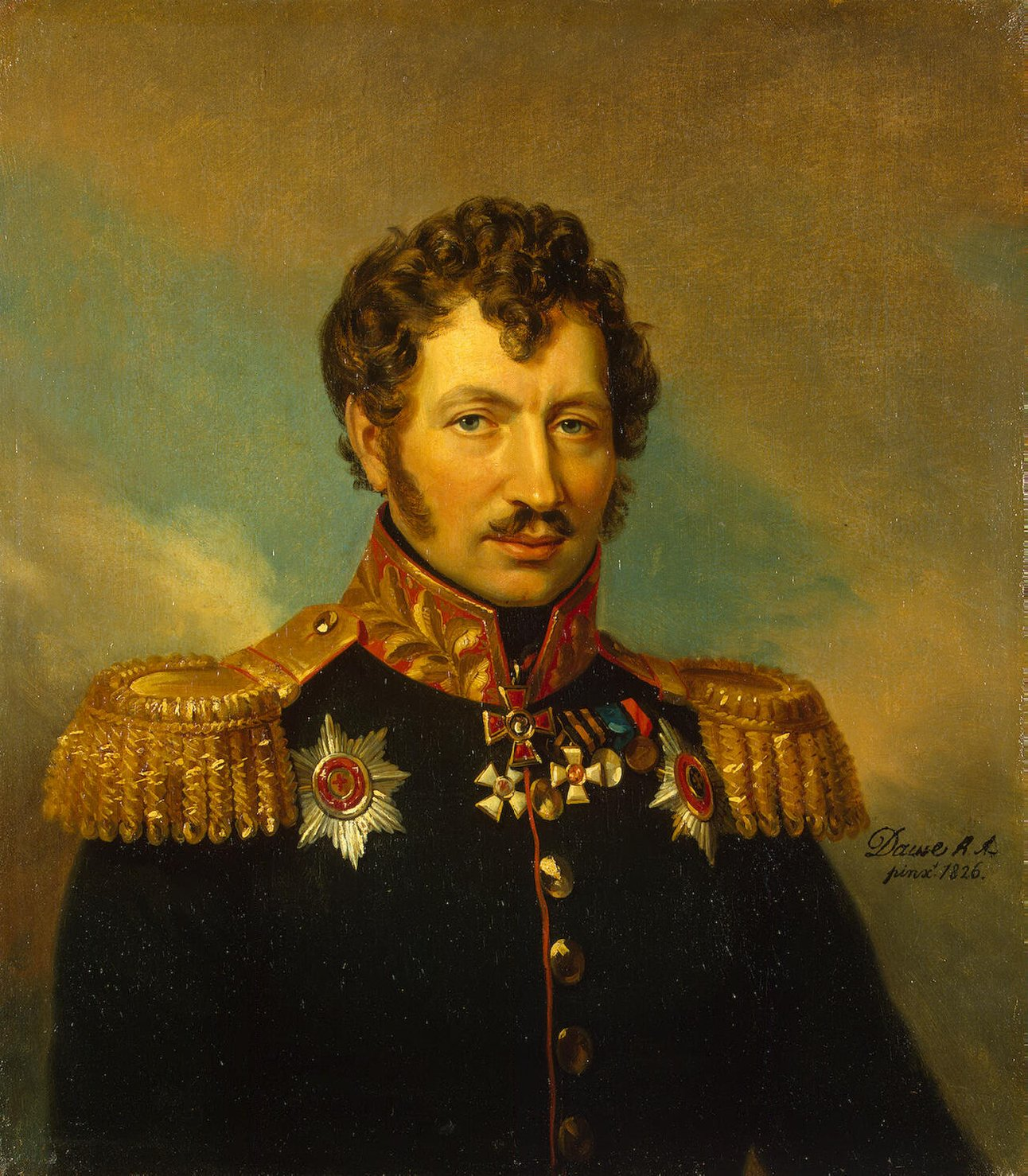
قفقاز کرتز
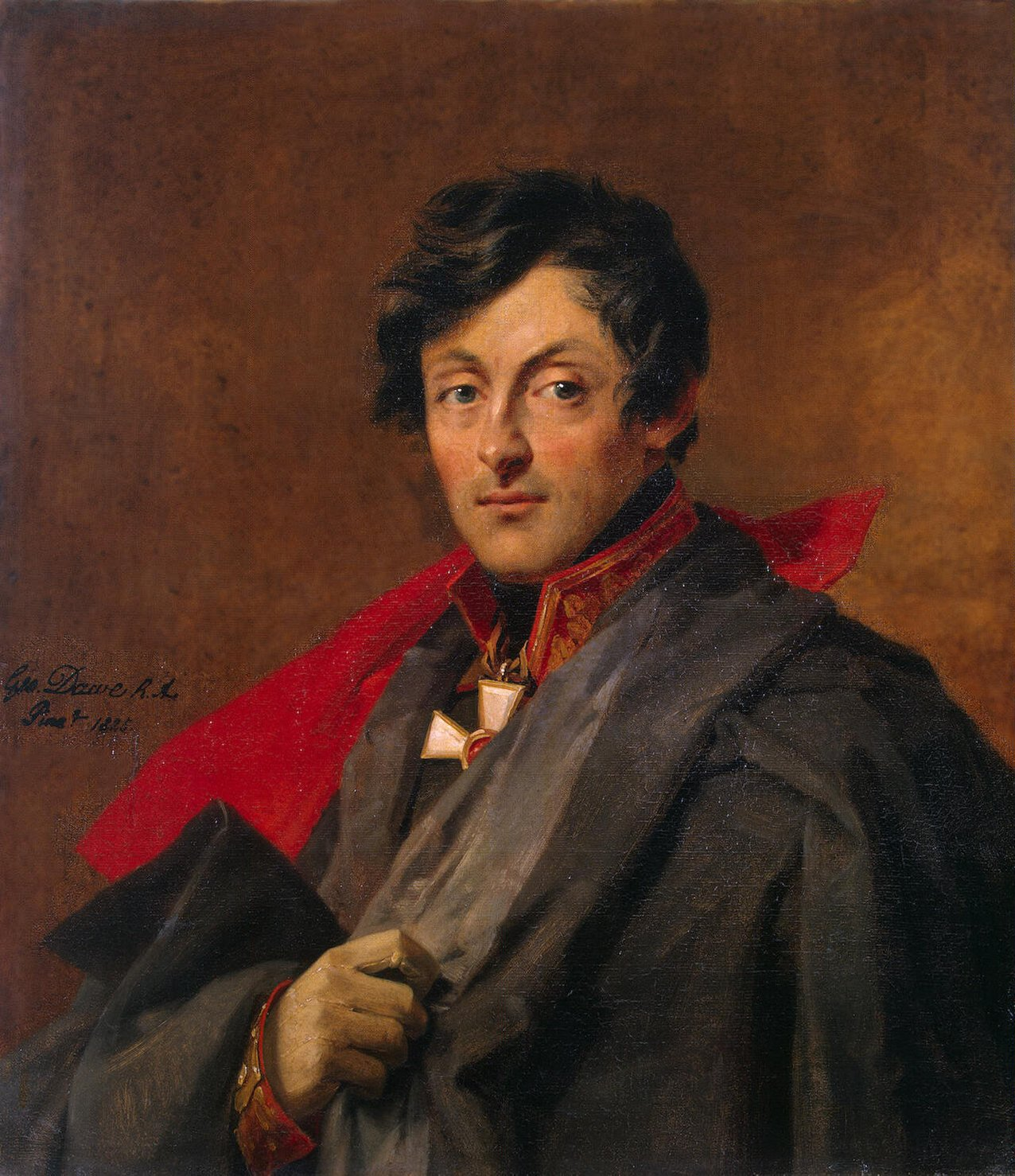
الكساندر ایوانوویچ اوسترمان-تولستوی
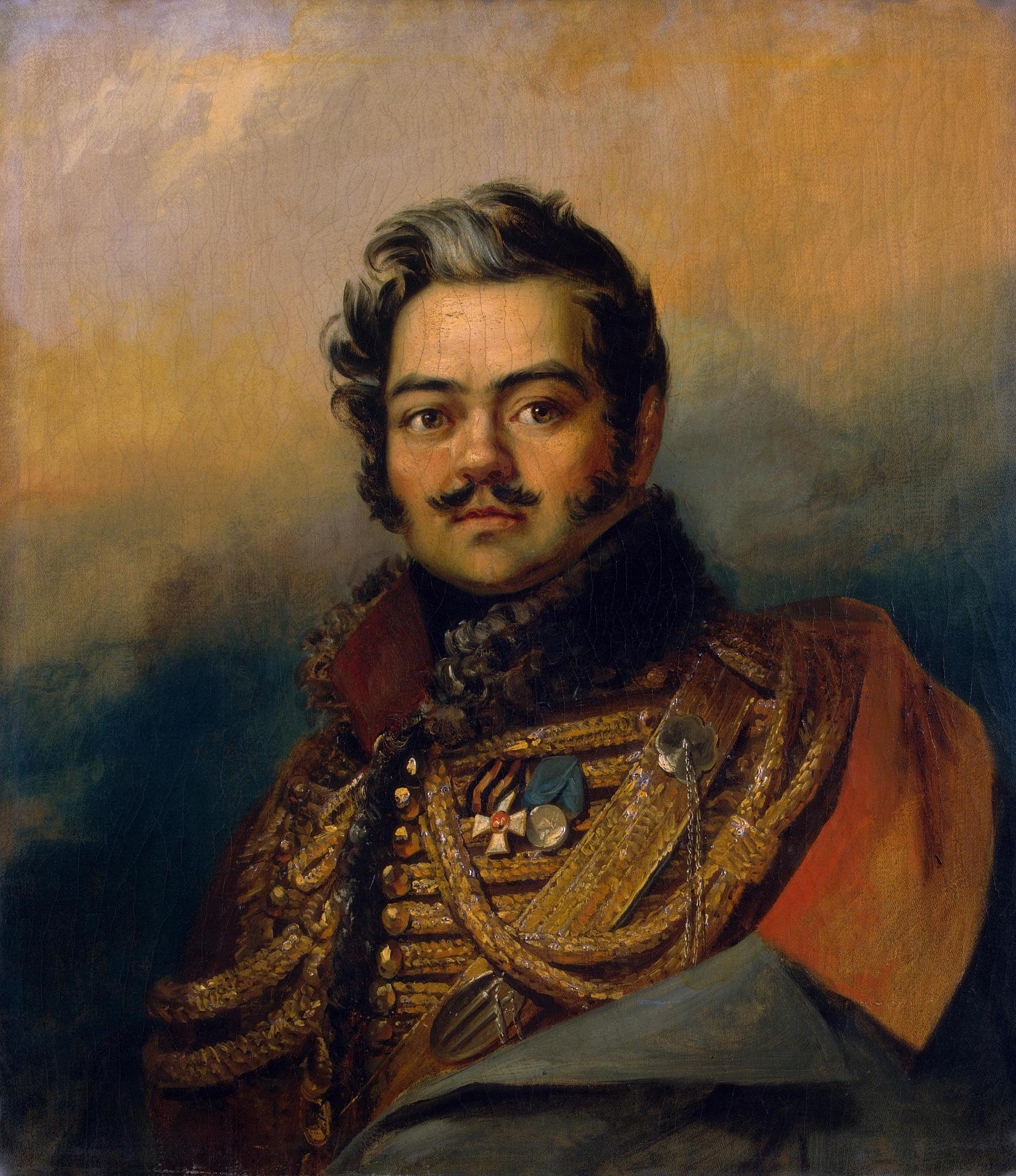
دنیس دیویدوف
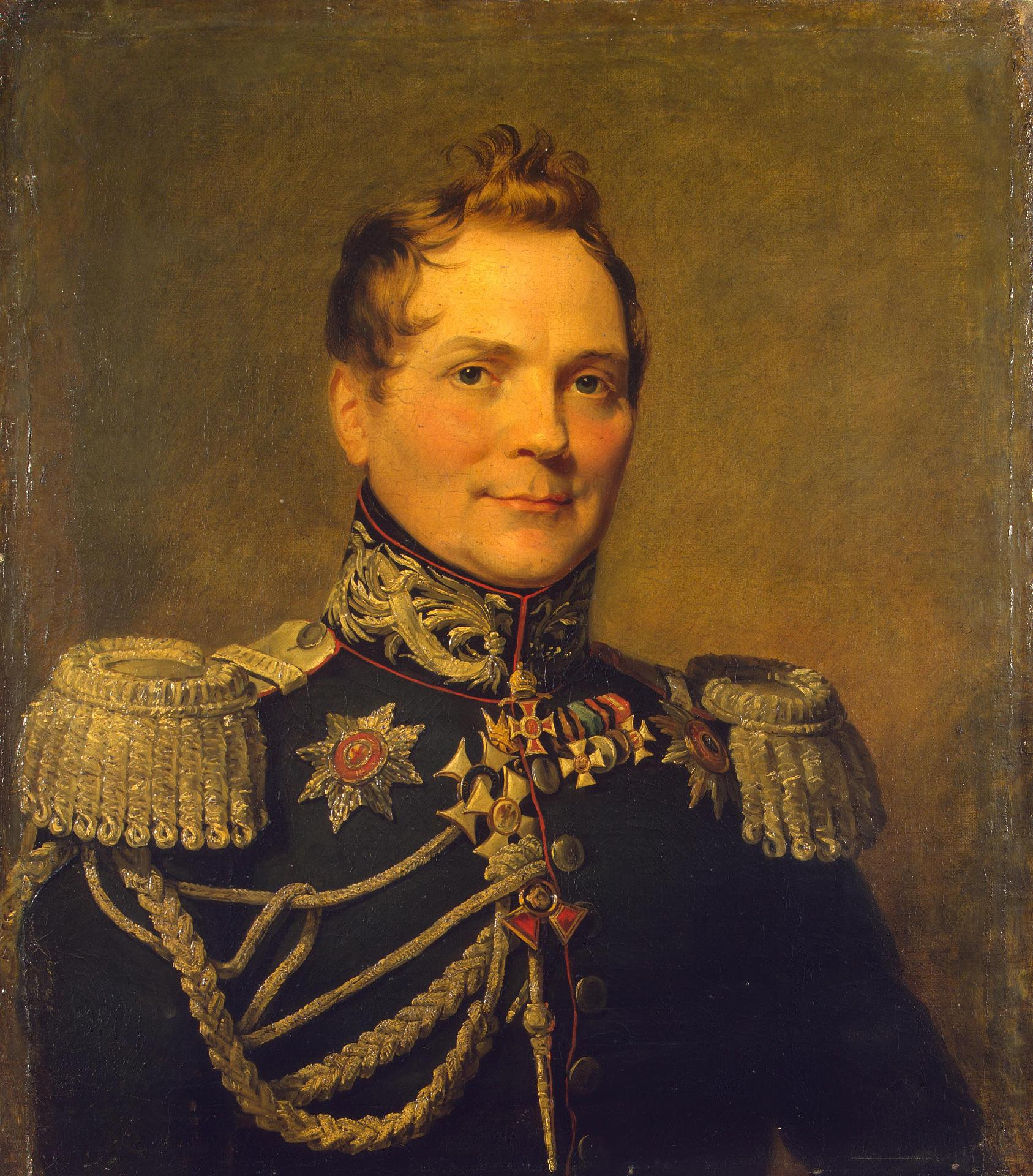
کارل ویلهلم فون تول
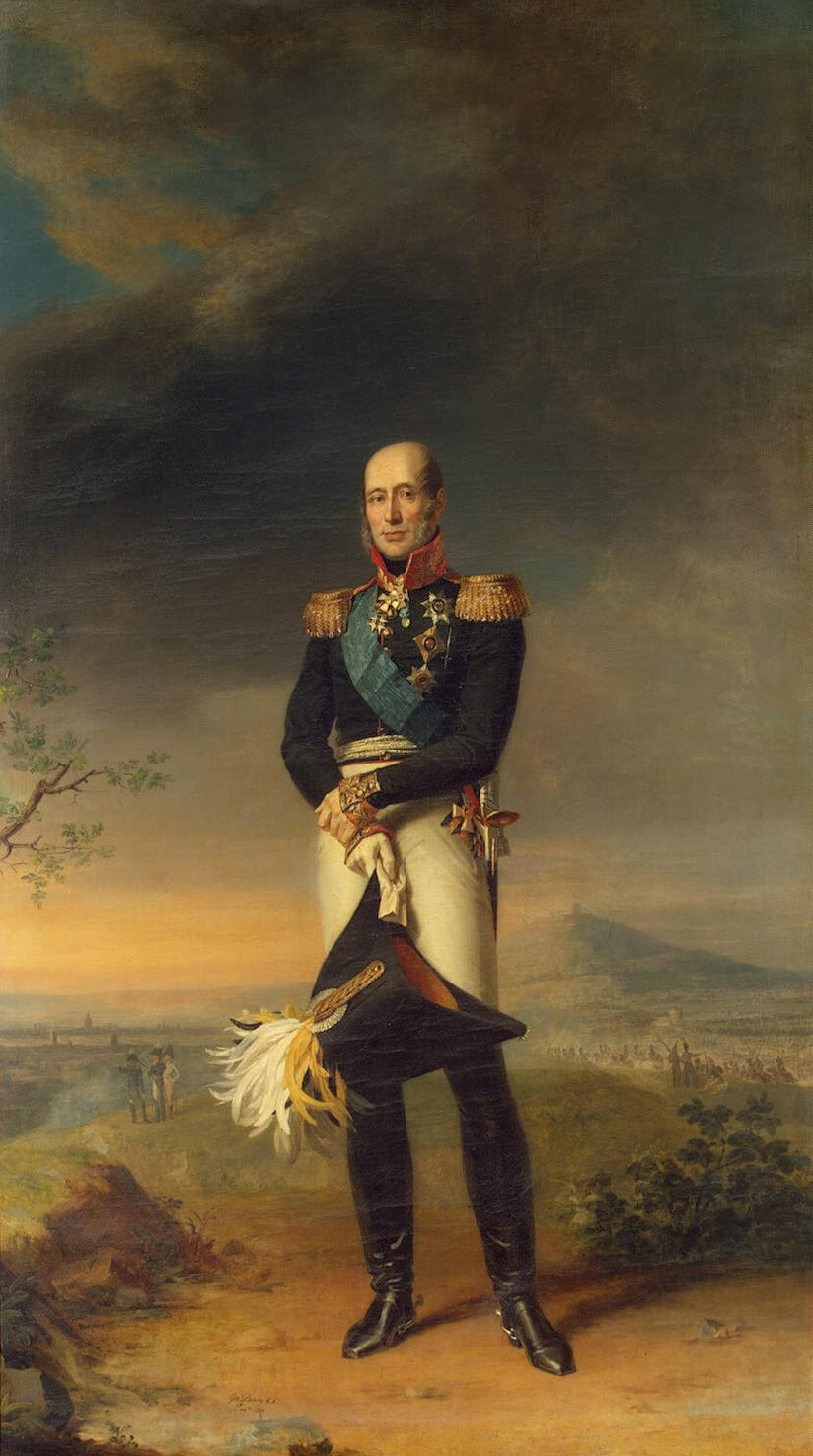
بارکلی دی توللی
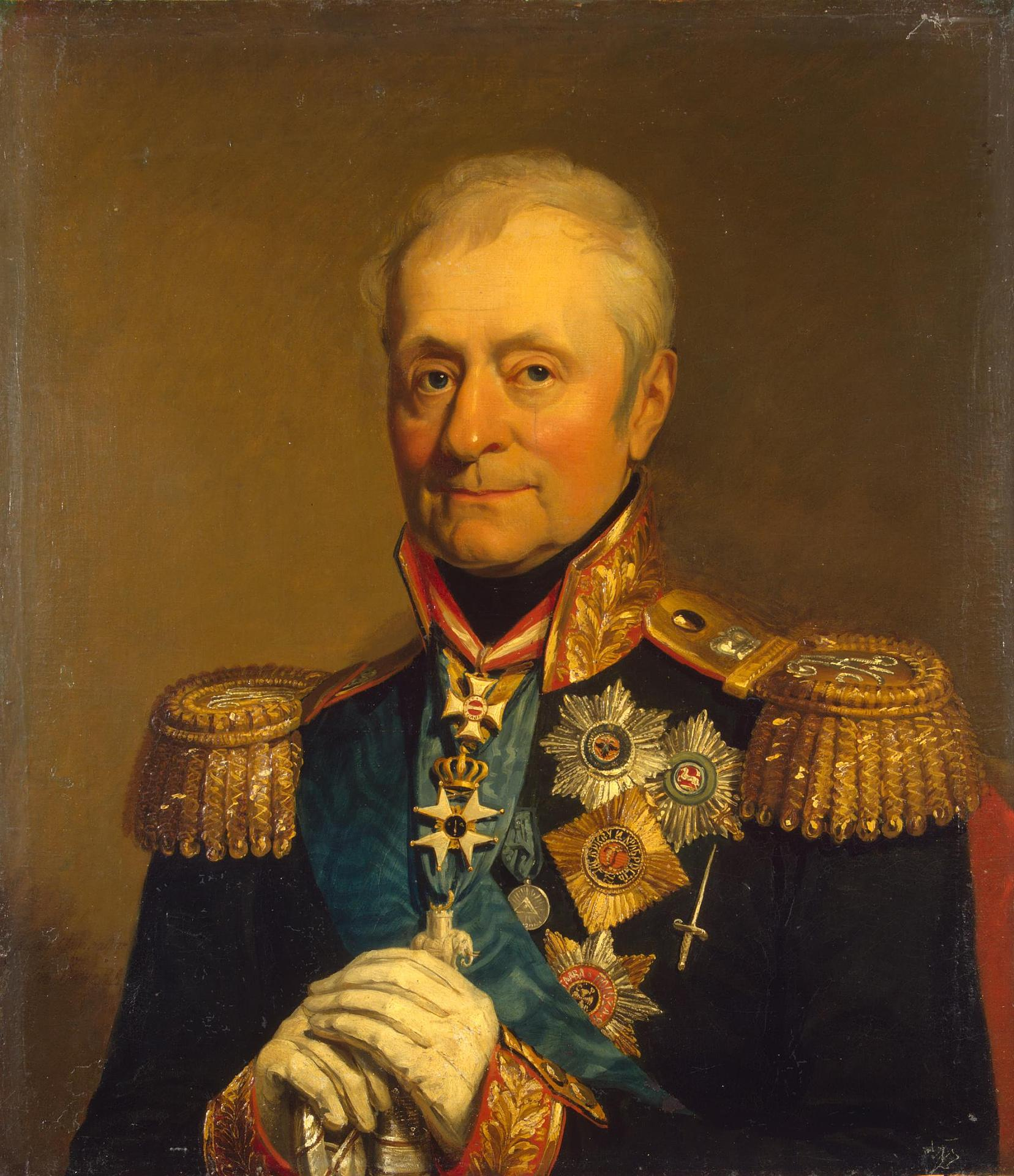
لوین آگوست فون بنینیسن
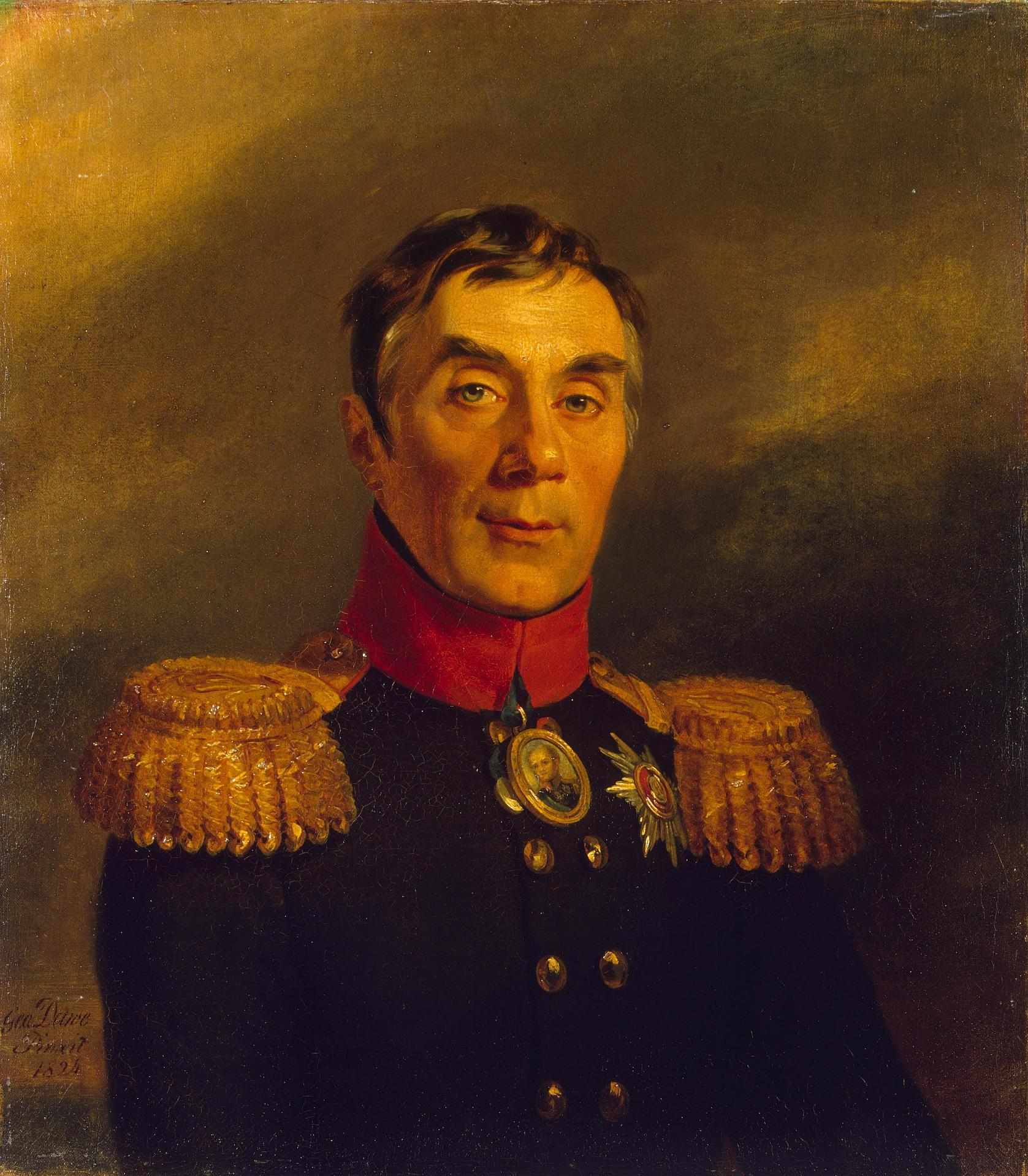
آلکسی اراکیچف
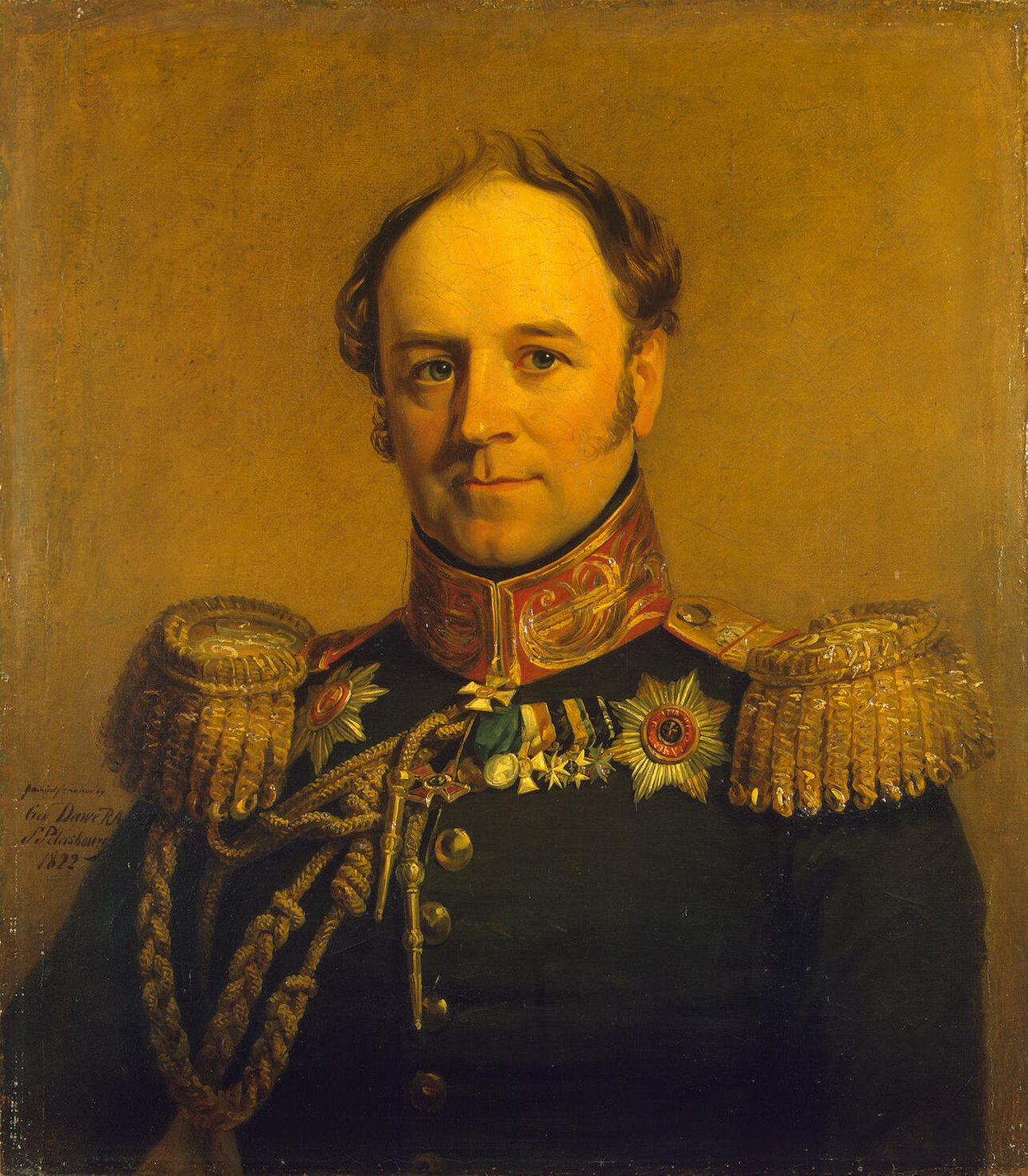
الكساندر فون بنكندورف
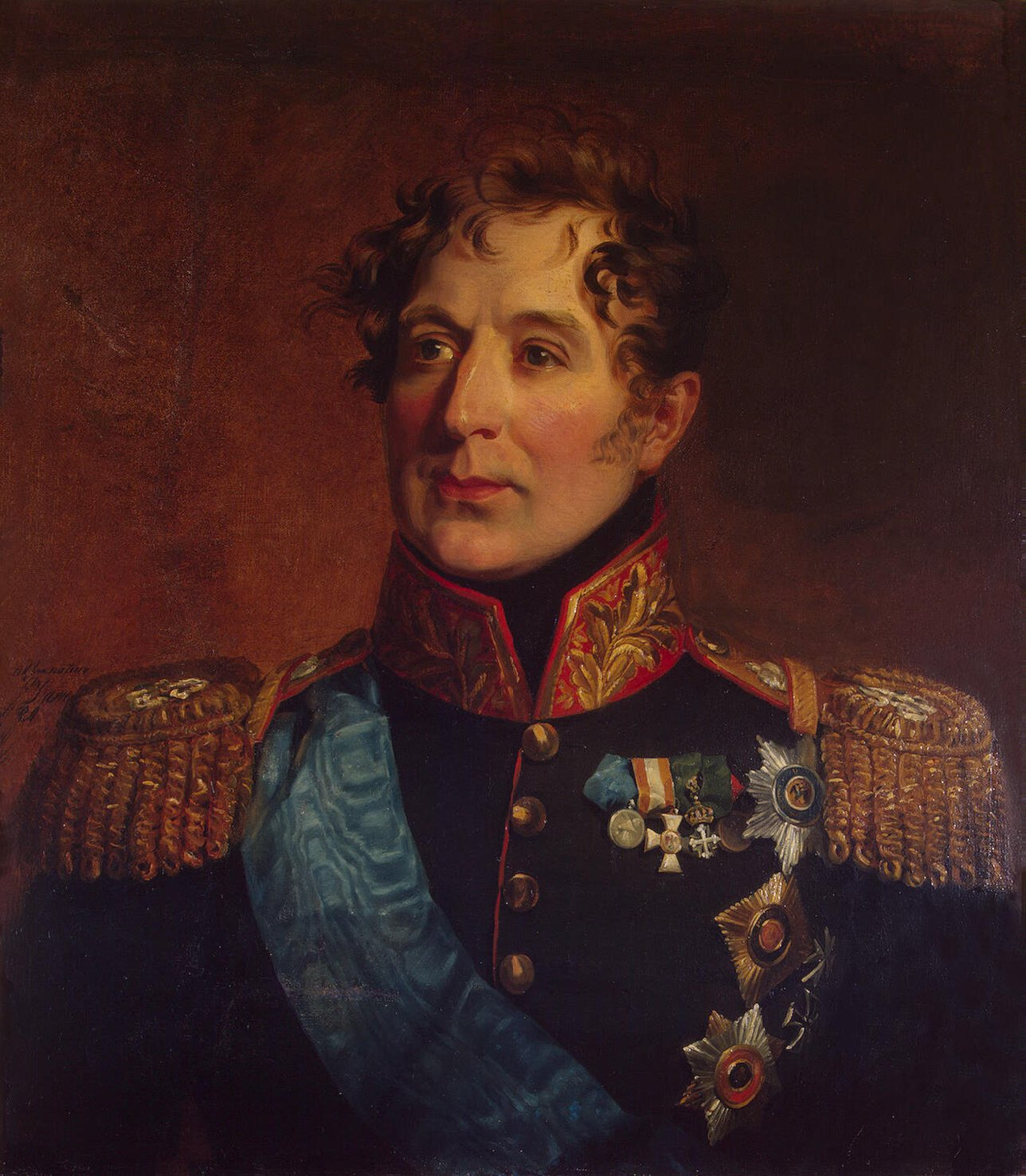
میخائیل میلورادویچ